# Аудитор 2
«Аудитор 2» (англ. The Accountant 2) — американський бойовик-трилер режисера Ґевіна О'Коннора за сценарієм Білла Дюбюка. Продовження фільму «Аудитор» (2016). Бен Аффлек, Джон Бернтал, Дж. К. Сіммонс і Синтія Аддай-Робінсон повторюють свої ролі з попереднього фільму.

## Синопсис
Крістіан Вульф застосовує свій блискучий розум і незаконні методи, щоб розв'язати загадку вбивства міністра фінансів.

## Акторський склад
| Актор                 | Роль           |
| --------------------- | -------------- |
| Бен Аффлек            | Кріс Вульф     |
| Джон Бернтал          | Брекстон Вульф |
| Джонатан Сіммонс      | Рей Кінґ       |
| Синтія Аддай-Робінсон | Мерібет Медіна |
| Даніелла Пінеда       | Анаїс          |

## Український Дубляж
- Студія: Постмодерн
- Перекладач: Олеся Запісочна
- Режисер дубляжу: Катерина Брайковська
- Звукорежисер: Геннадій Алексєєв
- Звукорежисер міксу: Андрій Желуденко
- Координатор проєкту: Юлія Кузьменко

Ролі дублювали:
- Кріс — Андрій Твердак
- Брекстон — Дмитро Гаврилов
- Мерібет — Катерина Качан
- Джастін — Катерина Буцька
- Берк — Михайло Кришталь
- Кобб — Петро Сова
- Енджі — Катерина Дягель
- Айк — Дмитро Вікулов
- Вільямс — Олександр Погребняк
- Томас — Олексій Семенов
- Анаіс — Ольга Гриськова
- Бату — Володимир Кокотунов
- Рей — Євген Пашин

А також:
Денис Жупник, Михайло Войчук, Вікторія Тишкевич, Роман Солошенко, Андрій Мостренко, та інші.

## Виробництво
У червні 2017 року було оголошено про розробку сиквелу «Аудитора», у якому Бен Аффлек повернеться до своєї ролі, а Білл Дюбюк і Гевін О'Коннор повернуться до написання сценарію та режисури відповідно. У лютому 2020 року Аффлек підтвердив, що розробка продовжується, а студія розглядає можливість заднім числом перетворити окремий сценарій, який вони розробляють, на «Бухгалтера 2». Актор додатково висловив зацікавленість у потенціалі телевізійного серіалу. У вересні 2021 року Аффлек і Джон Бернтал підтвердили, що повернуться до ролей Крістіана Вольфа і Брекса. У 2024 році також було оголошено про повернення Дж. К. Сіммонса та Синтії Аддай-Робінсон, а до акторського складу приєдналися Даніелла Пінеда, Еллісон Робертсон, Роберт Морган і Грант Гарві. Основні зйомки розпочалися 25 березня 2024 року в Каліфорнії, а Шеймус Макгарві повернувся в якості оператора. У лютому 2024 року Amazon MGM Studios придбала права на дистрибуцію у Warner Bros. Pictures, отримавши приблизно 10 мільйонів доларів кваліфікованих витрат та податкових пільг. Згідно з чинною угодою зі студією, Warner Bros. залишиться міжнародним дистриб'ютором фільму.

## Випуск
Кінотеатральний прокат фільму в Сполучених Штатах відбувся 25 квітня 2025 року.

## Можливий сиквел
У вересні 2021 року О'Коннор поділився планами розширити «Аудитора» на трилогію. Режисер класифікував третій фільм як дружній, назвавши проєкт «Людиною дощу на стероїдах».